# Turkspråk

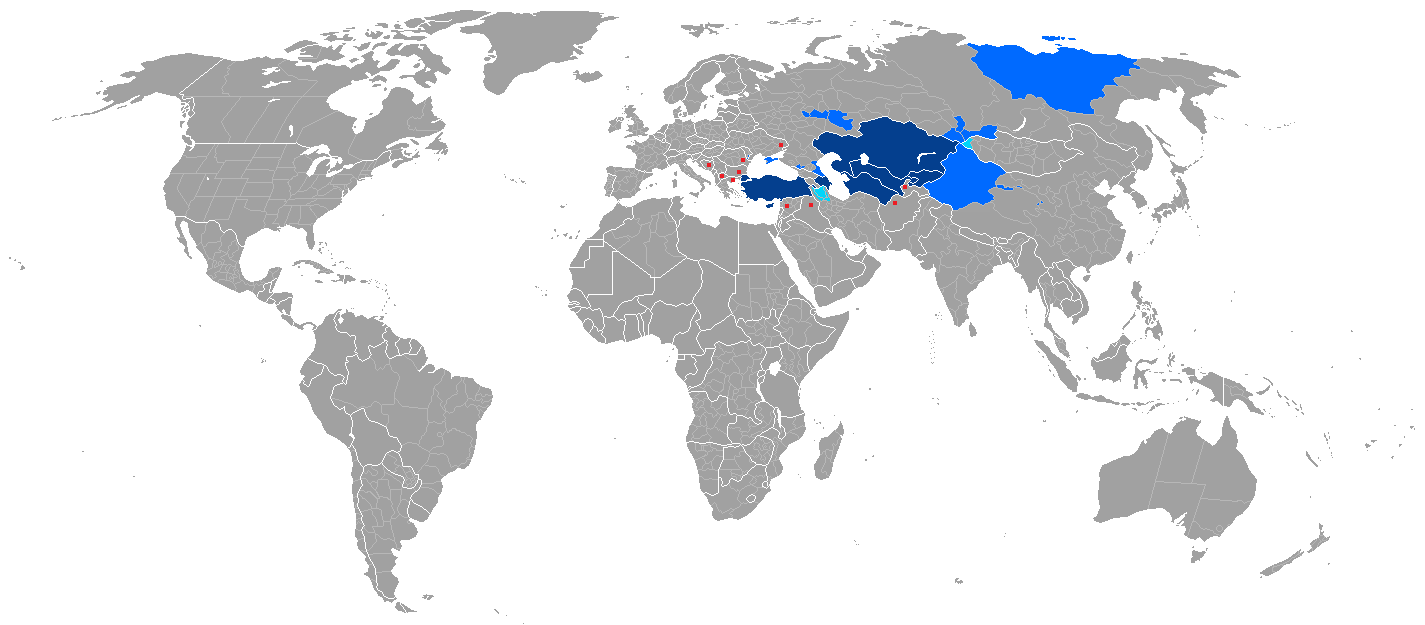
Länder med ett officiellt turkspråk
Autonoma områden med ett officiellt turkspråk

Turkspråk är en språkfamilj som talas totalt av cirka 200 miljoner människor. Folkgrupper som talar turkiska språk kallas för turkspråkiga folk eller turkfolk.

## Beskrivning
Typiskt för turkspråk är agglutination, vokalharmoni, användandet av postpositioner, ordföljden subjekt–objekt–predikat samt avsaknaden av genus. 
De idag mest talade turkspråken är turkiska (>80 milj), azerbajdzjanska (37 milj), uzbekiska (18 milj), turkmeniska (4 milj), tatariska (8 milj), kazakiska (20 milj) och kirgiziska (3 milj).

## Klassificering
Enligt en omstridd hypotes ingår turkspråk i en större språkgrupp, altaiska språk, tillsammans med bland annat mongoliska språk. Turkspråken indelas i nedanstående undergrupper.

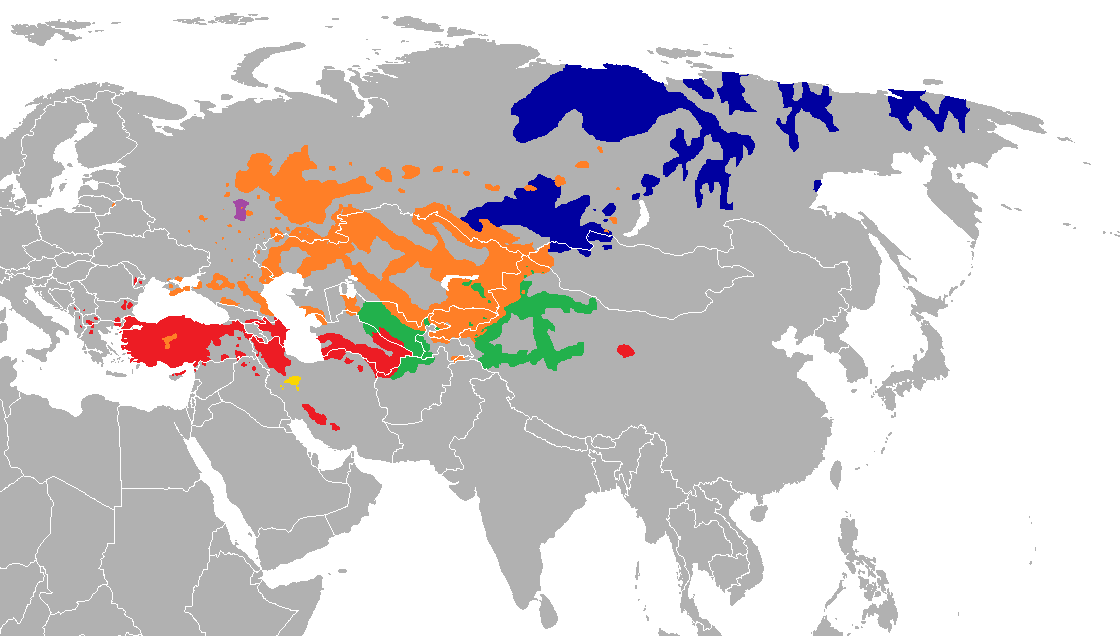
Geografisk fördelning av de större turkiska språkgrupperna.
Sydvästturkiska (oghusiska)
Sydöstturkiska (uiguriska och uzbekiska)
Nordvästturkiska (kiptjakiska)
Nordöstturkisk (sibiriska)
Tjuvasjiska (oghuriska)
Chaladjiska

Antal infödda talare av turkspråk

- 1. Sydvästturkiska språk (oghuziska)[1]
  - Väst
    - Turkiska, gagauziska, azerbajdzjanska (azeriska)

  - Öst 
    - turkmeniska, khorasanturkiska

  - Syd
    - Qashqaiska, aynallu, sonkor, afshariska

  - Salar
  - Petjenegiska (utdött)

- 2. Sydöstliga (uiguriska, tjagataiska, karlukiska)[1]
  - Tjagataiska
    - Tjagataiska (utdött)

  - Väst
    - Uzbekiska

  - Öst
    - Uiguriska,  karlukiska (utdött), lop, karachanidiska, yugur

- 3. Nordvästliga (kiptjakiska)[1]
  - Kiptjakbolgariska
    - Tatariska, basjkiriska, baraba

  - Kiptjakkumaniska (kiptjakoghuziska, pontokaspiska)
    - krimtatariska,[a] kumykiska, karaimiska, krymtjakiska, karatjajbalkariska (karatjajska, balkariska), urum,[a] kumaniska (utdött), kiptjakiska (utdött)

  - Kiptjaknogaiska
    - Kazakiska, karakalpakiska, nogaiska

  - Kirgizkiptjakiska[b]
    - Kirgiziska, altaiska

- 4. Nordöstliga (sibiriska)[1]
  - Sydsibiriska
    - Jenisej
      - Chakassiska, sjoriska

    - Altai
      - Altaiturkiska (nordaltaiska)

    - Sajan
      - Tuvinska, tofalariska

    - Tjulym
      - Tjulymiska

  - Nordsibiriska
    - Jakutiska, dolganska

- 5. Oghuriska (bolgariska, tjuvasjiska)
  - Tjuvasjiska,[1] bolgariska (utdött), khazariska (utdött)

- 6. Arghu
  - Chaladjiska[1] (khalaj)[c]